# Liste der Orte in Freiburg im Breisgau
Die Liste der Orte in Freiburg im Breisgau listet die geographisch getrennten Orte (Stadtteile, Dörfer, Weiler, Höfe, Wohnplätze) im Stadtkreis Freiburg im Breisgau in Baden-Württemberg auf.

## Systematische Liste
Alphabet der Stadtteile mit den zugehörigen Orten.

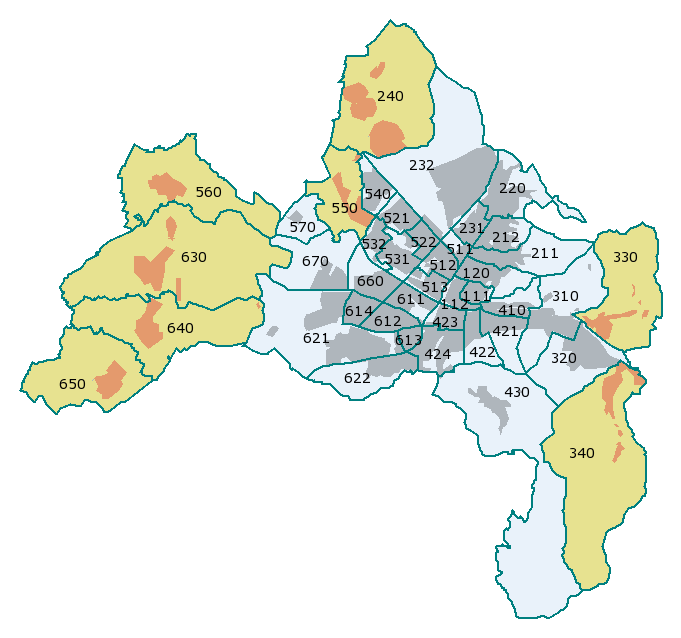
Die Freiburger Stadtbezirke mit ihren amtlichen Nummern (noch ohne Vauban); Stadtteile mit Ortschaftsverfassung in beige

Die Stadt Freiburg im Breisgau gliedert sich in folgende Stadtteile:
- Altstadt
- Betzenhausen
- Brühl
- Ebnet
- Günterstal
- Haslach
- Herdern
- Hochdorf
- Kappel
- Landwasser
- Lehen
- Littenweiler
- Mooswald
- Mundenhof
- Munzingen
- Neuburg
- Oberau
- Opfingen
- Rieselfeld
- St. Georgen
- Stühlinger
- Tiengen
- Vauban
- Waldsee
- Waltershofen
- Weingarten
- Wiehre
- Zähringen

## Alphabetische Liste
In Normalschrift erscheinen die Stadtteile, in Kursivschrift Wohnplätze, Höfe und Häuser:
| - Altstadt - Altvogthof - Auf der Holzschlägermatte - Benzhausen - Betzenhausen - Berglehof - Bläsihof - Boll - Brühl - Butzenhäusle - Butzenhof - Deißenhof - Ebnet - Eichenbrunnen - Erzwäscherei - Falkhof - Griestal - Großes Tal mit Molzhofsiedlung (Groß-Kappel) - Günterstal - Gutmannshof - Haslach - Hartkirch - Hercherhof - Herdern - Hirzberg - Hochdorf - Junghof - Kappel - Kartaus - Kleines Tal mit Kibbad (Klein-Kappel) - Landwasser - Lehen - Littenweiler - Maierhof - Marxenhof - Mineral-Thermalbad - Mittelwiehre - Mooswald - Mundenhof - Munzingen | - Neuburg - Neuhäuser - Oberau - Oberwiehre - Opfingen - Rieselfeld - Rotenhof - Rundfunksender - St. Georgen - Schauinsland - Schauinsland - Schlatthöfe - Schweizerhof - Siedlung (Im Gscheid) - Sohlhof - St. Barbara - St. Nikolaus - St. Ottilien - St. Valentin - Steinwenden - Stollenhäusle - Stühlinger - Tiengen - Todtnauerhof - Ufhausen - Unteres und Mittleres Tal - Unterwiehre - Vauban - Waldsee - Waltershofen - Weingarten - Welchental - Wendlingen - Wiehre - Wippertskirch - Zähringen - Ziegelei - Zimbersche Gärtnerei |